# Dun-le-Poëlier
Dun-le-Poëlier település Franciaországban, Indre megyében. Lakosainak száma 437 fő (2022. január 1.). Dun-le-Poëlier Anjouin, Bagneux, Chabris, Saint-Christophe-en-Bazelle, Sembleçay és La Chapelle-Montmartin községekkel határos.

## Népesség
A település népességének változása:
| Lakosok száma | 593  | 523  | 496  | 484  | 459  | 447  | 426  | 422  | 422  | 437  |
|               | 1968 | 1982 | 1990 | 2006 | 2013 | 2015 | 2017 | 2019 | 2020 | 2022 |